# كوكي كاتو
كوكي كاتو (باليابانية: 加藤 弘堅) (مواليد 3 أبريل 1989)، هو لاعب كرة قدم ياباني سابق كان يلعب كلاعب وسط.

## وصلات خارجية
- كوكي كاتو على موقع رابطة كرة القدم اليابانية للمحترفين (اليابانية)
- كوكي كاتو على موقع قاعدة بيانات كرة القدم.إي يو (الإنجليزية)
- كوكي كاتو على موقع Soccerway.com (الإنجليزية)
- كوكي كاتو على موقع عالم كرة القدم.نت (الإنجليزية)
- كوكي كاتو على موقع كووورة